# Dystomorphus
Dystomorphus is een kevergeslacht uit de familie van de boktorren (Cerambycidae). De wetenschappelijke naam van het geslacht werd voor het eerst geldig gepubliceerd in 1926 door Pic.

## Soorten
Dystomorphus omvat de volgende soorten:
- Dystomorphus esakii Hayashi, 1974
- Dystomorphus nigrosignatus Pu, Wang & Li, 1998
- Dystomorphus notatus Pic, 1926
- Dystomorphus piceae Holzschuh, 2003
- Dystomorphus sichuanensis Yu, 1994